# Schweizer Alpine Skimeisterschaften 1967
Die Schweizer Alpinen Skimeisterschaften 1967 fanden vom 7. bis 9. April in Pontresina im Kanton Graubünden statt.

## Herren

### Abfahrt
| Platz | Name              | Zeit        |
| ----- | ----------------- | ----------- |
| 01    | Dumeng Giovanoli  | 1:38,54 min |
| 02    | Willy Favre       | 1:38,92 min |
| 03    | Josef Minsch      | 1:40,20 min |
| 04    | Peter Rohr        | 1:40,27 min |
| 05    | Beat von Allmen   | 1:40,51 min |
| 06    | Andreas Sprecher  | 1:41,10 min |
| 07    | Hans Peter Rohr   | 1:41,26 min |
| 08    | Michel Dätwyler   | 1:41,54 min |
| 09    | Kurt Schnider     | 1:42,79 min |
| 10    | Jakob Tischhauser | 1:43,10 min |

### Riesenslalom
nicht ausgetragen

### Slalom
| Platz | Name                 | Zeit        |
| ----- | -------------------- | ----------- |
| 01    | Jakob Tischhauser    | 1:38,04 min |
| 02    | Andreas Sprecher     | 1:38,54 min |
| 03    | Willy Favre          | 1:38,69 min |
| 04    | Stefan Kälin         | 1:38,98 min |
| 05    | Peter Frei           | 1:39,49 min |
| 06    | Edmund Bruggmann     | 1:39,51 min |
| 07    | Josef Minsch         | 1:42,68 min |
| 08    | Jean-Daniel Dätwyler | 1:43,63 min |
| 09    | Beat von Allmen      | 1:44,83 min |
| 10    | Arnold Alpiger       | 1:45,09 min |

### Kombination
Die Kombination wurde über eine Punktewertung aus den Ergebnissen von Abfahrt und Slalom berechnet.
| Platz | Name                 | Punkte |
| ----- | -------------------- | ------ |
| 01    | Willy Favre          | 8720,8 |
| 02    | Andreas Sprecher     | 8784,2 |
| 03    | Jakob Tischhauser    | 8829,5 |
| 04    | Josef Minsch         | 8884,8 |
| 05    | Edmund Bruggmann     | 8925,9 |
| 06    | Beat von Allmen      | 8959,3 |
| 07    | Jean-Daniel Dätwyler | 9018,8 |
| 08    | Peter Frei           | 9025,0 |
| 09    | Arnold Alpiger       | 9186,3 |
| 10    | Adolf Rösti          | 9307,8 |

## Damen

### Abfahrt
| Platz | Name               | Zeit        |
| ----- | ------------------ | ----------- |
| 01    | Madeleine Wuilloud | 1:43,46 min |
| 02    | Gret Hefti         | 1:43,54 min |
| 03    | Ruth Adolf         | 1:43,62 min |
| 04    | Edith Hiltbrand    | 1:44,05 min |
| 05    | Bethli Marmet      | 1:44,16 min |
| 06    | Käthi Bühler       | 1:44,66 min |
| 07    | Fernande Bochatay  | 1:44,91 min |
| 08    | Rita Hug           | 1:45,54 min |
| 09    | Cathy Cuche        | 1:46,04 min |
| 10    | Vreni Inäbnit      | 1:46,47 min |

### Riesenslalom
nicht ausgetragen

### Slalom
| Platz | Name                | Zeit        |
| ----- | ------------------- | ----------- |
| 01    | Fernande Bochatay   | 1:21,23 min |
| 02    | Edith Hiltbrand     | 1:21,57 min |
| 03    | Cathy Cuche         | 1:23,31 min |
| 04    | Ruth Adolf          | 1:24,55 min |
| 05    | Madeleine Felli     | 1:24,68 min |
| 06    | Madeleine Wuilloud  | 1:24,78 min |
| 07    | Bethli Marmet       | 1:25,57 min |
| 08    | Vreni Inäbnit       | 1:27,54 min |
| 09    | Josianne Conscience | 1:28,74 min |
| 10    | Ruth Wehren         | 1:29,03 min |

### Kombination
Die Kombination wurde über eine Punktewertung aus den Ergebnissen von Abfahrt und Slalom berechnet.
| Platz | Name               | Punkte |
| ----- | ------------------ | ------ |
| 01    | Edith Hiltbrand    | 8283,2 |
| 02    | Fernande Bochatay  | 8295,8 |
| 03    | Ruth Adolf         | 8382,3 |
| 04    | Madeleine Wuilloud | 8386,1 |
| 05    | Cathy Cuche        | 8408,5 |
| 06    | Bethli Marmet      | 8436,2 |
| 07    | Madeleine Felli    | 8489,9 |
| 08    | Vreni Inäbnit      | 8575,8 |
| 09    | Gret Hefti         | 8605,6 |
| 10    | Ruth Wehren        | 8669,9 |